# Francesca Mazzalai
Francesca Mazzalai (Trento, 27 marzo 1976) è una modella, conduttrice televisiva e attrice italiana.

## Biografia
Dopo aver vinto nel 1994 il concorso di bellezza Casting 2000 a Montecatini, ha iniziato a lavorare nel 2000 come testimone per noti marchi commerciali — (Chicco, LEGO, Honda, L'Oréal, Lycia, Levissima) — e nel 2001 come direttrice dei provini presso una società di produzione di Milano.
Dopo la laurea in scienze politiche presso l'Università Cattolica di Milano ha presentato Sesto Senso su LA7. È stata inoltre conduttrice del telegiornale di MTV, inviata e autrice della trasmissione Area di servizio, conduttrice di Crimen e attrice nell'opera teatrale Cyrano, se vi pare....
Dal 16 settembre 2005 è diventata la conduttrice del programma Atlantide - Storie di uomini e di mondi su LA7. Dal 2007 ha collaborato anche ai testi delle puntate del programma.
Da giugno 2009 ha lavorato per Rai2 presentando Follia rotolante, programma dedicato ai grandi interpreti della musica popolare italiana.
Dal mese di luglio 2009 scrive articoli su argomenti di carattere storico presso alcune riviste mensili.
Da settembre 2009 è nella squadra di conduttori dell'emittente Sky e a febbraio 2010 ha presentato, sempre per Sky le gare dei Giochi olimpici invernali di Vancouver.
A maggio 2010 ha collaborato al Trento Film Festival presentando le tre serate sull'alpinismo.

## Carriera

### Teatro
- 2004/2005 - Cyrano, se vi pare... di e con Massimo Fini, regia di Eduardo Fiorillo - Ruolo: L'eterno femminino

### Televisione
- 2001 - Crimen - Rete 4
- 2002 - Grand Prix - Presentatrice di telepromozioni - Italia 1
- 2004 - Sesto Senso - LA7
- 2004/2006 - Telegiornale - MTV
- 2005/2009 - Atlantide - Storie di uomini e di mondi - La7
- 2009 - Follia rotolante - Rai2
- 2009/2010 - Oro: Obiettivo Olimpiade - Sky Sport
- 2010 - Dall'autunno 2010 visita le più belle località italiane per i viaggi sul canale Dove TV